# Кошаковаг
Кошаковаг (азерб. Qoşaqovaq) — село в Агдашском районе Азербайджана.

## Этимология
Название села происходит от слова «коваг» (тополь). По свидетельствам местных жителей, на момент основания села, близ него располагалось два крупных тополя.

## История
Село Кошаковах в 1913 году согласно административно-территориальному делению Елизаветпольской губернии относилось к Шекилинскому сельскому обществу Арешского уезда.
В 1926 году согласно административно-территориальному делению Азербайджанской ССР село относилось к дайре Халдан Нухинского уезда.
После реформы административного деления и упразднения уездов в 1929 году был образован Кошаковагский сельсовет в Агдашском районе Азербайджанской ССР.
Согласно административному делению 1961 и 1977 года село Кошаковаг входило в Кошаковагский сельсовет Агдашского района Азербайджанской ССР.
В 1999 году в Азербайджане была проведена административная реформа и был учрежден Кошаковагский муниципалитет Агдашского района.

## География
Кошаковаг расположен на берегу канала Нейметабадарх и недалеко от реки Турианчай.
Село находится в 10 км от райцентра Агдаш и в 243 км от Баку. Ближайшая железнодорожная станция — Ляки.
Село находится на высоте 86 метров над уровнем моря.

## Население
| Численность населения | Численность населения | Численность населения | Численность населения | Численность населения |
| 1886                  | 1977                  | 1985                  | 1999                  | 2009                  |
| --------------------- | --------------------- | --------------------- | --------------------- | --------------------- |
| 293                   | ↗864                  | ↘700                  | ↗1065                 | ↗1138                 |

В 1886 году в селе проживало 293 человека, большинство — азербайджанцы, по вероисповеданию — мусульмане-сунниты.
В советское время население было занято в хлопководстве, шелководстве, животноводстве и выращивании зерна. Сейчас население преимущественно занято выращиванием зерна.

## Климат
| Показатель                                             | Янв. | Фев. | Март | Апр. | Май  | Июнь | Июль | Авг. | Сен. | Окт. | Нояб. | Дек. | Год  |
| ------------------------------------------------------ | ---- | ---- | ---- | ---- | ---- | ---- | ---- | ---- | ---- | ---- | ----- | ---- | ---- |
| Средний суточный максимум, °C                          | 6,9  | 8,1  | 12,5 | 20,5 | 25,5 | 29,7 | 33,4 | 32,2 | 28   | 20,8 | 14,2  | 9    | 20,1 |
| Средняя температура, °C                                | 2,9  | 4,1  | 8    | 14,7 | 19,6 | 23,8 | 27,1 | 26,0 | 22,2 | 15,7 | 10,1  | 5    | 14,9 |
| Средний суточный минимум, °C                           | −1   | 0,1  | 3,6  | 8,9  | 13,7 | 18   | 20,9 | 19,9 | 16,4 | 10,7 | 6,0   | 1,1  | 9,9  |
| Норма осадков, мм                                      | 24   | 30   | 35   | 43   | 59   | 46   | 25   | 28   | 28   | 57   | 34    | 26   | 435  |
| Источник: https://en.climate-data.org/location/955077/ |      |      |      |      |      |      |      |      |      |      |       |      |      |

Среднегодовая температура воздуха в селе составляет +14,9 °C. В селе семиаридный климат.

## Инфраструктура
В советское время близ села располагались три овцетоварных фермы, а в селе находились средняя школа, кинотеатр, медицинский пункт, дом культуры и библиотека.
В селе расположены школа, мечеть и АТС.
В 2018 году начато строительство трассы «Колгаты — Дахнахалил — Кошаковаг — Арабоджагы», проходящей через село.